# Nezávislá Albánie
Nezávislá Albánie (albánsky Shqipëria e Pavarur) byl mezinárodně neuznaný státní útvar (prozatímní vláda) vyhlášený shromážděním v albánském městě Vlora (toho času v područí Osmanské říše) 28. listopadu 1912, zatímco jeho vláda a senát byly ustanoveny až 4. prosince 1912. Trval jen do 21. února 1914, kdy byl Wilhelm Wied zvolen knížetem Albánie.

## Historie

### Albánie v Osmanské říši
Na začátku 20. století byla Albánie se zaostalou zemí s vysokým podílem negramotnosti a téměř žádným průmyslem. Stále byla v područí Osmanské říše. Proti osmanské nadvládě propukala různá povstání; mezi lety 1756 a 1831 získal na severu země moc rod Bušatliů, mezi lety 1787 a 1822 pak jih země ovládl Ali paša Tepelenský. Od 2. poloviny 19. století existovalo již albánské národní hnutí, na přelomu 70. a 80. let téhož století také působila Prizrenská liga, jedna z národních organizací, která požadovala na tureckém sultánovi autonomii země.

### Nezávislost a Albánské knížectví

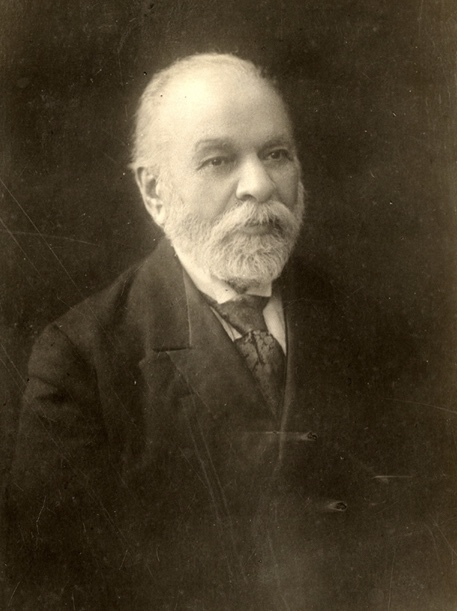
Ismail Qemali byl prezidentem Albánie od 29. listopadu 1912 do 22. ledna 1914.

Albánie vyhlásila 28. listopadu 1912 nezávislost. Její političtí vůdci, v čele s Ismailem Qemalim, k tomu využili první balkánské války, v níž Osmanská říše prohrála, a která ji oslabila. Požadavek na vytvoření autonomního státu, který předložili představitelé země osmanské vládě, její ministři přijali. 17. prosince 1912 pak evropské mocnosti přiznaly zemi autonomní status pod svrchovaností sultána. 
V Londýně byla 29. července 1913 podepsána mírová smlouva, která Albánii již však stanovila definitivně jako autonomní, suverénní a dědičné knížectví, jehož existence a neutralita byla garantována šesti velmocemi (Rakousko-Uhersko, Německo, Francie, Itálie, Velká Británie a Rusko) a do zvolení knížete měla nejvyšší moc vykonávat Mezinárodní kontrolní komise (MKK). Jako zájemci na albánský knížecí trůn se našli italský např. italský markýz Giovanni Kastriota Skanderbeg d'Auletta nebo španělský šlechtic Don Juan de Alandro Kastrioti y Perez de Velasco, kteří odvozovali svůj původ od hrdinného Skanderbega, ovšem neměli podporu velmocí a tak nepřicházeli v úvahu. Stejně dopadli i kandidáti z Albánie nebo černohorský král Nikola. Neuspěli však také kandidáti velmocí většinou katolíci. Úspěšně dopadl až Wilhelm Wied z Neuwiedu v Porýní, jehož matkou byla nizozemská princezna a jeho vzdáleným příbuzným byl císař Vilém II., rozhodujícím faktorem pro něj bylo to, že byl protestant, a tedy přijatelný pro všechny. Wilhelm Wied dorazil do Albánie 7. března 1914 a za své sídelní město si vybral přístav Durrës (Drač), tak začala jeho dvousetdenní vláda v Albánii. S blížící se první světovou válkou však na Balkáně vzrůstal zmatek a kníže Wilhelm uprchnul ze země, o kterou pak jevila zájem Itálie. 
V průběhu světové války jejím územím ustupovala srbská vojska, načež ji obsadila vojska Rakouska-Uherska. Následně Albánii obsadily jednotky Francie a Itálie (které byla Albánie přiřčena londýnskou dohodou). Po válce se území Albánie i její samotná nezávislost staly předmětem sporů. Albánie nakonec svou nezávislost uhájila.